# Mnemonik (informatika)
A mnemonik az informatikában általában hosszabb elnevezésű művelet(sor) elnevezésére használatos rövidítés, amelyet az egész kifejezés (frázis) helyettesítésére alkalmaznak.
Már régóta használják más területeken a mnemotechnikát, amely alá tartozik a mnemonik is.

## Példák
Az assembly programozási nyelvben az Intel x86-os szintaxisban ilyenek például
1. „ADD” addition, összeadás
2. „SUB” subtraction, kivonás
3. „MOV” move, "mozgatás", másolás
4. „JMP” jump, "ugrás", a program
5. „JC” jump if carry flag set, ugorj, ha átvitel történt
6. „JZ” jump if zero flag set, ugorj, ha nulla
7. „MUL” multiplication, előjeltelen szorzás
8. „IMUL” integer multiplication, előjeles szorzás
9. „DIV” division, előjeltelen osztás
10. „IDIV” integer division, előjeles osztás